# Artena
Artena település Olaszországban, Lazio régióban, Róma megyében. Lakosainak száma 13 616 fő (2023. január 1.). Artena Colleferro, Lariano, Rocca di Papa, Rocca Massima, Segni, Velletri, Cisterna di Latina, Cori, Palestrina, Rocca Priora és Valmontone községekkel határos.

## Népesség
A település népességének változása:
| Lakosok száma | 14 177 | 14 107 | 13 616 |
|               | 2017   | 2018   | 2023   |